# Aimé Velghe
Pour les articles homonymes, voir Velghe.
Aimé Velghe, né à Courtrai, le 1er mars 1836 et mort dans la même ville le 11 janvier 1870, est un peintre belge connu pour ses représentations animalières, ses peintures d'histoire et ses scènes de genre.
Il expose à trois Salons triennaux en Belgique et à quatre Salons de Paris.
Ses œuvres sont conservées au Musée Broel à Courtrai, jusqu'à la fermeture de l'institution en 2014.

## Biographie

### Famille
Aimé (Amand) Velghe, né à Courtrai le 1er mars 1836, est le fils de Pierre Constant Velghe (1802-1873), fabricant de siamoises, et de Sophie Caroline Dumonceau (1803), mariés à Courtrai le 29 octobre 1823. 
Il est le frère des peintres Jean Constant Velghe (1826-1897) et Auguste Velghe (1831-1912), et, par sa sœur Louise Sophie Velghe (1838-1860), le beau-frère du peintre Vincent De Vos. Il est également, par son frère Pierre Corneille Velghe, l'oncle du pilote automobile Alfred Velghe (1870-1904).

### Formation
Après des études au Collège Saint-Amand de Courtrai, Aimé Velghe est, de 1856 à 1860, étudiant à l'Académie royale des beaux-arts d'Anvers, il parfait sa formation en étudiant, lui-même, les maîtres italiens et flamands à Anvers.

### Carrière
Après avoir exposé ses premières œuvres à Courtrai en 1865, Aimé Velghe présente Le Fauconnier et Halte de Chasse au Salon de Bruxelles de 1866. Il expose à deux autres salons triennaux belges en 1867 et 1868, de même qu'aux Salons de Paris de 1865, 1866, 1868 et 1869 et à La Haye en 1866.
Aimé Velghe, célibataire, meurt, tandis que les critiques élogieuses venaient d'être publiées dans le cadre du Salon de Paris de 1869, à l'âge de 33 ans, à son domicile, rue de Menin à Courtrai, le 11 janvier 1870.

## Œuvre

### Caractéristiques

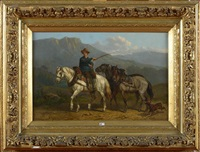
Paysan et ses chevaux.

Son champ pictural couvre les représentations animalières, les peintures d'histoire et les scènes de genre : essentiellement des chevaux, parfois dans un contexte militaire.  Il donne à ses études des maîtres italiens et flamands une interprétation très personnelle et déjà caractérisée par la technique virtuose d'impastos, où la peinture est appliquée sur une zone de la surface en couche épaisse, généralement suffisamment épaisse pour que les coups de pinceau ou de couteau à peindre soient visibles.
Au Salon de Gand de 1868, la critique se montre favorable : « Signalons deux tableaux d'un peintre courtraisien. M. Aimé Velghe : L'Orage et Une charge de cuirassiers. Il y a dans ses œuvres, jeunes encore, mais franchement accentuées, une tendance de vrai réalisme. La couleur en est vigoureuse et exacte. La charge de cuirassiers surtout est pleine de mouvement. M. Velghe est un appelé qui ne peut manquer de devenir élu ». 
Hormis les toiles exposées aux salons triennaux, on connaît de lui : La Diligence et Le Cavalier en rose, tableau représentant une scène de genre à l'époque du roi Henri IV.
Signe : Aimé Velghe

### Expositions

#### Belgique
- Exposition des beaux-arts de Courtrai en 1865 : quatre tableaux[4].
- Salon de Bruxelles de 1866 : Le Fauconnier et Halte de chasse[6].
- Salon d'Anvers de 1867 : Une entrée en chasse, Don Quichotte et Une avant garde de dragons du Premier empire français[7].
- Salon de Gand (XXVIIe) de 1868 : L'Orage et Charge de cuirassiers[8].
- Exposition des beaux-arts de Bruges de 1868[4].

#### France
- Salon de Paris de 1865 : Le Passage du Mont Saint-Bernard[9].
- Salon de Paris de 1866 : L'Éveil[9].
- Salon de Paris de 1868 : L'Orage[9].
- Salon de Paris de 1869 : Marche de cuirassiers du Premier empire[9].
- Exposition de la Société des beaux-arts de Lyon en 1869 : Le Page[9].

#### Pays-Bas
- Exposition des maîtres vivants à La Haye de 1866 : Les Acheteurs de chevaux[10].

### Collections muséales
- Musée Broel à Courtrai jusqu'à la fermeture de l'institution en 2014 : Page et cheval (août 1868), huile sur toile, format 70 × 51,5 cm[3].